# Deutschland (Schiff, 1904)
Die Bark Deutschland war das Schiff der Zweiten Deutschen Antarktisexpedition (1911–1912) unter der Leitung des Geophysikers Wilhelm Filchner.
Nach der Deutschland wurde der Deutschland-Canyon, ein Tiefseegraben im Weddellmeer vor der Luitpold-Küste des ostantarktischen Coatslands, benannt.

## Geschichte

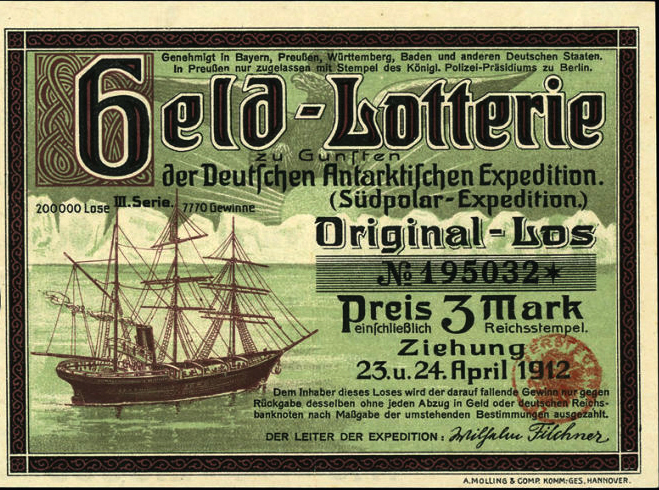
Lotterie-Los mit der Deutschland und der faksimilierten Unterschrift von Wilhelm Filchner;
Druck- und Verlagsgesellschaft A. Molling & Comp., Hannover, um 1912

Das Walfang- und Frachtschiff Bjørn („Bär“) wurde im Jahr 1904 bei der E. K. Lindstøl Skibsværft in Risør, Norwegen für die Reederei A/S Bjørn (Chr. Christensen) in Kamfjord, Sandefjord vom Stapel gelassen. Betrieben wurde das Schiff vom Sandefjorder Walfang- und Schifffahrtsunternehmen Christensen.
Nachdem es Filchner mit Hilfe der Polarforscher Shackleton, Nordenskjöld und Nansen 1910 gelungen war, die Björn für seine geplante Expedition zu erwerben, wurde sie in Deutschland umbenannt. Während der Antarktisexpedition fuhr das Schiff, das zunächst von Kapitän Richard Vahsel geführt wurde (der allerdings während der Reise verstarb), unter der deutschen Reichskriegsflagge. Obwohl es etwa neun Monate lang im Weddell-Meer vom Packeis eingeschlossen war, überstand es die Forschungsfahrt fast unbeschadet.
Wichtige Offiziere des Schiffes waren:
- Richard Vahsel, der Kapitän der Deutschland hatte bereits 1901–1903 an der ersten deutschen Antarktisexpedition mit der Gauß als 2. Offizier teilgenommen.
- Wilhelm Lorenzen, der Erste Offizier, übernahm nach Vahsels Tod bis zum Zielhafen Grytviken das Schiffskommando.
- Conrad Heyneck leitete den Maschinenraum und die schiffstechnischen Anlagen.
- Wilhelm von Goeldel (1881–1944), Wachoffizier; war auch als Schiffs- und Expeditionsarzt tätig.

Nach dem Ende der Expedition wurde die Deutschland zunächst 1914 nach Österreich an den Expeditionsteilnehmer Felix König (1880–1945) veräußert, der das Schiff in Oesterreich umbenannte und eine eigene, österreichische Forschungsreise an den Südpol plante, was am Ausbruch des Ersten Weltkriegs im Jahr 1914 scheiterte. Als Oesterreich erhielt das Schiff die italienische Flagge mit den Heimathafen Triest, die Vermessung änderte sich dabei auf 598 BRT. 1920 wurde das Schiff dann an die Reederei Società Anonima di Navigazione Nautica verkauft und in San Rocco umbenannt, wobei sich die Bruttovermessung erneut auf 495 Registertonnen änderte. Der Heimathafen der San Rocco war Fiume. Am 22. Januar 1926 ging das Schiff schließlich auf einer Reise von Barletta nach Venedig bei der Insel Pelagosa auf der Position 42° 43′ 0″ N, 16° 20′ 0″ O im Adriatischen Meer verloren.

## Technik und wissenschaftliche Ausrüstung
Die Bjørn war eine mit 527 Bruttoregistertonnen vermessene hölzerne Dreimastbark von 46,7 Meter Länge zwischen den Loten (LPP) und 9,1 Meter Breite. Die maximale Geschwindigkeit mit Maschinenkraft wurde mit acht Knoten beziffert. Der Schiffsrumpf war verstärkt, um dem Eis standzuhalten, damit es für den Einsatz in polaren Regionen tauglich war. Der Antrieb bestand aus einer Verbunddampfmaschine des Herstellers Porsgrunds Mekaniske Værksted mit einer Leistung von 34 nominalen Pferdestärken.
Nach dem Ankauf durch Filchner wurde das Schiff rund zwei Monate unter Beratung von Ernest Shackleton auf der Werft Blohm & Voss in Hamburg umgebaut und auf den neuesten technischen Stand seiner Zeit gebracht. Es hatte eine moderne Generatoranlage erhalten, so dass an Bord nicht nur Glühlampen, sondern auch elektrische Maschinen betrieben werden konnten. Zudem war eine starke funkentelegraphische Anlage installiert worden. Die Maschinenleistung von 220 kW war für damalige Verhältnisse beachtlich, aber bestenfalls ausreichend, um ein paar Meilen in frischem Pfannkucheneis zurücklegen zu können. Als Eisbrecher war das Schiff allerdings ungeeignet.
Die Deutschland verfügte über diverse Lenzpumpen sowie über eine Dampffeuerlöschanlage, womit sie sicherheitstechnisch gut ausgerüstet war. Durch einen Hilfskessel konnte die umfangreiche Schiffsbetriebstechnik der Bark, zu der neben den erwähnten Anlagen und diversen Winden auch ein Seewasserverdampfer zur Erzeugung von Trinkwasser gehörte, separat versorgt werden. Auch die segeltechnische Ausrüstung des Schiffes war beachtlich. Unter günstigen Bedingungen erreichte die Deutschland eine Geschwindigkeit von 10 kn, wozu auch der Umstand beitrug, dass die Schraube von der Welle getrennt und dann in einem „Brunnen“ untergebracht werden konnte, wodurch sich der Rumpfwiderstand verringerte. Vervollständigt wurde die Ausrüstung durch ein kleines Beiboot mit einem 5-kW-Motor. Die wissenschaftliche Ausrüstung der Deutschland war vielfältig: Neben einer ozeanographischen Winde waren drei Lucas-Lotmaschinen vorhanden, von denen zwei mit einer schnell laufenden Dampfmaschine gekoppelt waren. Zudem gab es an Bord auch eine Drachenwinde sowie eine Winde für Fesselballons samt einer ausreichenden Menge an Wasserstoff in Stahlflaschen. Für Tiefseelotungen standen für die Gewinnung von Bodenproben Lotspindeln und Schlammröhren zur Verfügung, mit welchen Sedimentkerne mit einer Maximallänge von 51 cm gewonnen werden konnten. Auf dem Hauptdeck konnten in einem relativ großen Laborraum ozeanographische, biologische, geologische, chemische und mikroskopische Analysen vorgenommen werden. Neben technischen Einrichtungen zur Planktonforschung stand auch ein ansehnliches Instrumentarium für geomagnetische und meteorologische Untersuchungen zur Verfügung. Neben zahlreichen astronomisch-geodätischen Instrumenten umfasste das wissenschaftliche Equipment der Deutschland auch eine hervorragende fotografische Ausrüstung. Es gab an Bord auch eine Dunkelkammer.